# Clesa
Clesa es una empresa dedicada a los productos lácteos. La compañía, fundada por Agustín González Mozo, se creó en Burgos en 1943 y actualmente pertenece a la agrupación de cooperativas ACOLACT, con todas sus instalaciones en Galicia.

## Historia
El origen de la empresa se encuentra en una explotación agropecuaria de Quintanilla del Agua, conocida como Bascones, que abastecía de leche a la ciudad de Burgos en la década de 1920. Años después, se constituye en una empresa conocida como Celebusa (Central Lechera de Burgos), que funcionaría con carácter local.
La compañía dio el salto a todo el país en 1943, cuando su fundador Agustín González Mozo, crea Clesa (acrónimo de Centrales Lecheras Españolas S.A.). En 1954 consigue instalar una sede en Madrid, y en 1961 el grupo fundador de Celebusa se incorpora a la empresa. En 1978 se hace con el control de la marca catalana Letona, que a su vez era propietaria de Cacaolat.
En 1998 es adquirida por el grupo italiano Parmalat y en el año 2000 Clesa compra la empresa de helados Royne. Pero los graves problemas financieros del grupo Parmalat (cuya deuda ascendería a 15.000 millones de euros a finales de 2003, protagonizando uno de los mayores escándalos empresariales de la historia) provocaron una crisis en la empresa española al perder a su principal valedor.
En 2007, el grupo Nueva Rumasa perteneciente a José María Ruiz-Mateos compra toda la empresa y todos sus activos, con la intención de expandir su negocio alimentario. En 2010, debido al cierre del crédito por parte de los bancos, se vio obligada a la emisión de pagarés a un interés por encima del mercado. Posteriormente procedió a la venta del 24% de la sociedad para poder hacer frente al pago de sus acreedores. Para evitar la suspensión de pagos, el propietario pidió una moratoria de cuatro meses para renegociar la deuda con sus acreedores.
A finales de mayo de 2011 Clesa entró en concurso de acreedores y en septiembre de ese año presentó un ERE de extinción de 293 trabajadores de Royne, tanto en la fábrica como en las delegaciones comerciales de toda España, equivalente a un ERE similar de 361 empleados de la planta de Clesa en Madrid. El juez decidió entonces apartar a la familia Ruiz-Mateos de la gestión, al considerar que habían adoptado decisiones empresariales perjudiciales para el patrimonio de la empresa.
En 2012 la agrupación cooperativa láctea ACOLACT, integrada por Feiraco y otras nueve cooperativas gallegas, adquirió la factoría de Clesa en Caldas de Reyes, especializada en la producción de yogures y postres. Dicha planta reanudó su actividad en julio de 2012 con treinta trabajadores, un 20% de la plantilla que trabajaba allí antes de la intervención judicial. Acolact se ha centrado en una primera fase en el relanzamiento completo de la marca Clesa en la gama básica, sobre todo en yogures.